# Ейнар Герцшпрунг
Е́йнар Ге́рцшпрунг (дан. Ejnar Hertzsprung; 8 жовтня 1873 — 21 жовтня 1967) — данський астроном, член Данської королівської АН. Найважливіші праці Герцшпрунга присвячені еволюції зір. Відкрив існування зір-гігантів і карликів. Визначив залежність зоряної величини від спектрального класу зір і був одним з авторів діаграми Герцшпрунга — Рассела, яка це унаочнює.

## Біографія
Народився у Фредеріксберзі (комуна міста Копенгаген). 1898 року закінчив Копенгагенський політехнічний інститут за фахом інженер-хімік. До 1901 року працював хіміком у Петербурзі. Після нетривалого перебування в Лейпцизі, де під керівництвом В. Ф. Оствальда вивчав фотохімію, 1901 року повернувся в Данії і взявся до астрономії. Протягом кількох років проводив фотографічні спостереження в обсерваторії Копенгагенського університету й обсерваторії Уранія в Копенгагені. 1909 року на запрошення Карла Шварцшильда почав працювати в Геттінгенському університеті і того самого року разом з ним перейшов у Потсдамську астрофізичну обсерваторію. У 1919—1944 працював в обсерваторії Лейденського університету (від 1935 — директор).
Перший спостерігач південної станції Лейденської обсерваторії, створеної поблизу Йоганнесбурга (ПАР) .
Від 1944 жив у Данії, працював в обсерваторії в Брорфельді.
Основні наукові роботи належать до галузей астрофізики й зоряної астрономії. У 1905—1907 рр. відкрив існування зір-гігантів і зір-карликів, показавши, що зорі з однаковою температурою можуть мати істотно різну світність. Уперше побудував діаграму залежності видимої зоряної величини від показника кольору для зір у скупченнях Стожари й Гіади; згодом, коли Генрі Расселл побудував аналогічну діаграму для всіх зір, відстані до яких тоді були відомі, вона отримала назву діаграма Герцшпрунга — Расселла. Ця діаграма стала наріжним каменем досліджень еволюції зір.
Герцшпрунг визначив власні рухи багатьох зір у скупченні Стожари з метою виділення членів скупчення. Уперше відзначив відмінності в зоряному населенні скупчень Стожари, Гіади і Ясла, які згодом були пояснені відмінністю у віці цих скупчень. Виконав величезну кількість вимірювань подвійних і змінних зір за їхніми фотографіями.
1911 р. довів, що Полярна зоря є цефеїдою.
1913 р. визначив відстані до кількох цефеїд за їхніми паралаксами.
Прокалібрував отримане Генрієтою Лівітт співвідношення між блиском і періодом для змінних зір у Малій Магеллановій Хмарі, довівши, що ці змінні є цефеїдами; визначив за допомогою цього співвідношення відстань до Малої Магелланової Хмари. Установив залежність між періодом цефеїд і формою їхніх кривих блиску.
Відкрив два астероїди: 1702 Калахарі (1924) і 1627 Ivar (1929).
Його жінка Генріетта (1881–1956) була дочкою нідерландського астронома Якобуса Каптейна. Помер Герцшпрунг у Роскілле в 1967 р.
Астероїд 1693 Герцшпрунг названо на його честь.

## Визнання
Нагороди і почесті
Член Нідерландської королівської АН і низки інших академій і наукових товариств.
Золота медаль Лондонського королівського астрономічного товариства (1929), медаль Кетрін Брюс Тихоокеанського астрономічного товариства (1937), медаль ім. О. К. Ремера м. Копенгагена.
Названо на його честь
- кратер на зворотному боці Місяця;
- астероїд 1693 Герцшпрунг[11].

## Виноски
1. 1 2 3  Математичний генеалогічний проєкт — 1997.
2. ↑  Математичний генеалогічний проєкт — 1997.
3. ↑  Математичний генеалогічний проєкт — 1997.
4. ↑  Математичний генеалогічний проєкт — 1997.
5. ↑  Математичний генеалогічний проєкт — 1997.
6. ↑  Математичний генеалогічний проєкт — 1997.
7. ↑  Математичний генеалогічний проєкт — 1997.
8. ↑  Математичний генеалогічний проєкт — 1997.
9. ↑  Leiden Southern Station (Hartebeespoort)[недоступне посилання з квітня 2019]
10. ↑  Schmadel, Lutz D. (2003). (1693) Hertzsprung. Dictionary of Minor Planet Names – (1693) Hertzsprung. Springer Berlin Heidelberg. с. 135. doi:10.1007/978-3-540-29925-7_1694. ISBN 978-3-540-29925-7.
11. ↑  Lutz D. Schmadel. Dictionary of Minor Planet Names. — 5-th Edition. — Berlin, Heidelberg : Springer-Verlag, 2003. — 992 (XVI) с. — ISBN 3-540-00238-3.